# فقیه

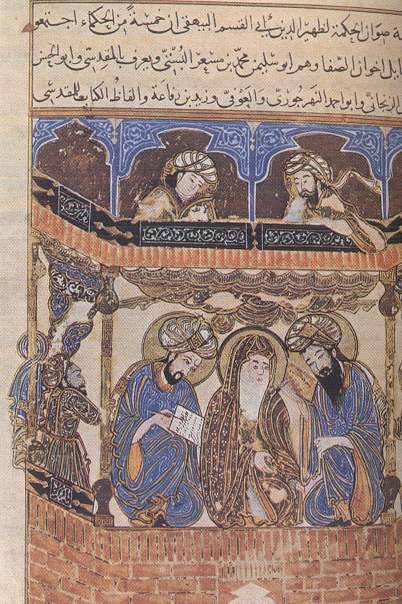
تصویری از فقها در گذشته

فقیه از واژه «فقه» مشتق شده‌است. و فقه در لغت، به معنای دانستن و فهمیدن است. اما فقیه در اصطلاح علوم اسلامی، به معنای مجتهد و متخصص در علم فقه به کار رفته‌است. بنابراین، فقیه به کسی می‌گویند که قادر به استنباط احکام شرعی فرعی از منابع فقه اسلامی که عبارتند از قرآن، سنت، اجماع و عقل باشد.
در نوشتارهای کهن فارسی تا قرن‌های هفتم و هشتم هجری، معمولاً واژه دانشمند در زبان فارسی، به معنای فقیه در زبان عربی بکار می‌رفته است. مجتهد کسی است که حداقل دوره‌های سه‌گانه حوزوی را گذرانده و توانایی استنباط احکام فقهی را داشته باشد؛ اما فقیه، مجتهدی است که علاوه بر این در علم فقه تسلط دارد و صاحب‌نظر و نوآور است. برابر این واژه در زبان فارسی، واژه «دانشمند» است.
دسته‌بندی فُقهای شیعه
فُقهای شیعه را گاهی بر پایه زمان زندگی و گاهی بر اساس مَکاتِب اجتهادیشان دسته‌بندی کرده‌اند.
فقهای متقدم و متأخر
در نوشته‌های فقهی شیعه، غالباً فُقهای پیش از شیخ طوسی را "قدماء"، از شیخ طوسی تا پیش از علامه حلی را "متقدمان" و از علامه حلی به بعد را "فقهاء متأخر" می‌خوانند. از فقهاء معاصر هم با نام «متأخرالمتأخرین» یاد می‌شود.

## شرایط فقیه
فقیه باید درباره علوم یادشده در زیر آشنایی کافی داشته باشد:
- فقه
- اصول فقه
- قواعد فقهیه
- علم حدیث {دِرایةالحدیث و …}
- علم رجال
- دستور زبان عربی
- منطق
- تفسیر آیات الاحکام در قرآن
- فقه‌ اللغة

## فقیه جامع‌الشرایط
به مجتهد و فقیهی که علاوه بر بعد فقاهت و تسلط بر علوم مذکور، حائز شرایط دیگری مانند عدالت، مدیریت، آشنایی به وضعیت جهان اسلام و تقوا باشد، فقیه جامع‌الشرایط می‌گویند.

## فقیه مرجع
از میان فقهای جامع‌الشرایط، آنکه در علوم لازم برای اجتهاد نسبت به دیگران اعلم و متخصص‌تر باشد، "فقیه مرجع" یا مرجع تقلید نامیده می‌شود.